# 鬢吸蜜鳥
鬢吸蜜鳥（Chaetoptila angustipluma）是夏威夷的吸蜜鳥，約於1859年滅絕。鬢吸蜜鳥相信是在歐洲人發現夏威夷前就已經開始減少，甚至夏威夷原住民亦似乎並不認識牠們，而其滅絕的原因亦不清楚。鬢吸蜜鳥的羽毛並不會放在裝飾品上，亦沒有在詩歌或傳說中提及牠們。現時只有四個標本存放在博物館內，都是在夏威夷發現的，而在其他的島嶼上亦有發現牠們的化石。
鬢吸蜜鳥的體型較大，長約13吋，喙長而稍微彎曲。鬢吸蜜鳥與其他吸蜜鳥的分別是牠們的面上有一條黑色闊帶，頭及胸上有像鬃毛的羽毛。

## 外部連結
- BirdLife Species Factsheet （页面存档备份，存于）
- IUCN Red List
- http://www.state.hi.us/dlnr/consrvhi/forestbirds/ （页面存档备份，存于）